# Stor-Vallsjön, Medelpad
Stor-Vallsjön är en sjö i Sundsvalls kommun i Medelpad och ingår i Indalsälvens huvudavrinningsområde. Sjön är 29,5 meter djup, har en yta på 4,57 kvadratkilometer och befinner sig 236 meter över havet. Sjön avvattnas av vattendraget Vallsjöån. Vid provfiske har bland annat abborre, gers, gädda och mört fångats i sjön.

## Delavrinningsområde
Stor-Vallsjön ingår i det delavrinningsområde (696269-155443) som SMHI kallar för Utloppet av Stor-Vallsjön. Medelhöjden är 280 meter över havet och ytan är 29,35 kvadratkilometer. Räknas de 3 avrinningsområdena uppströms in blir den ackumulerade arean 50,06 kvadratkilometer. Vallsjöån som avvattnar avrinningsområdet har biflödesordning 3, vilket innebär att vattnet flödar genom totalt 3 vattendrag innan det når havet efter 66 kilometer. Avrinningsområdet består mestadels av skog (74 procent). Avrinningsområdet har 4,88 kvadratkilometer vattenytor vilket ger det en sjöprocent på 16,6 procent.

## Fisk
Vid provfiske har följande fisk fångats i sjön:
- Abborre
- Gärs
- Gädda
- Mört
- Sik